# James Morrison (Schauspieler, 1954)

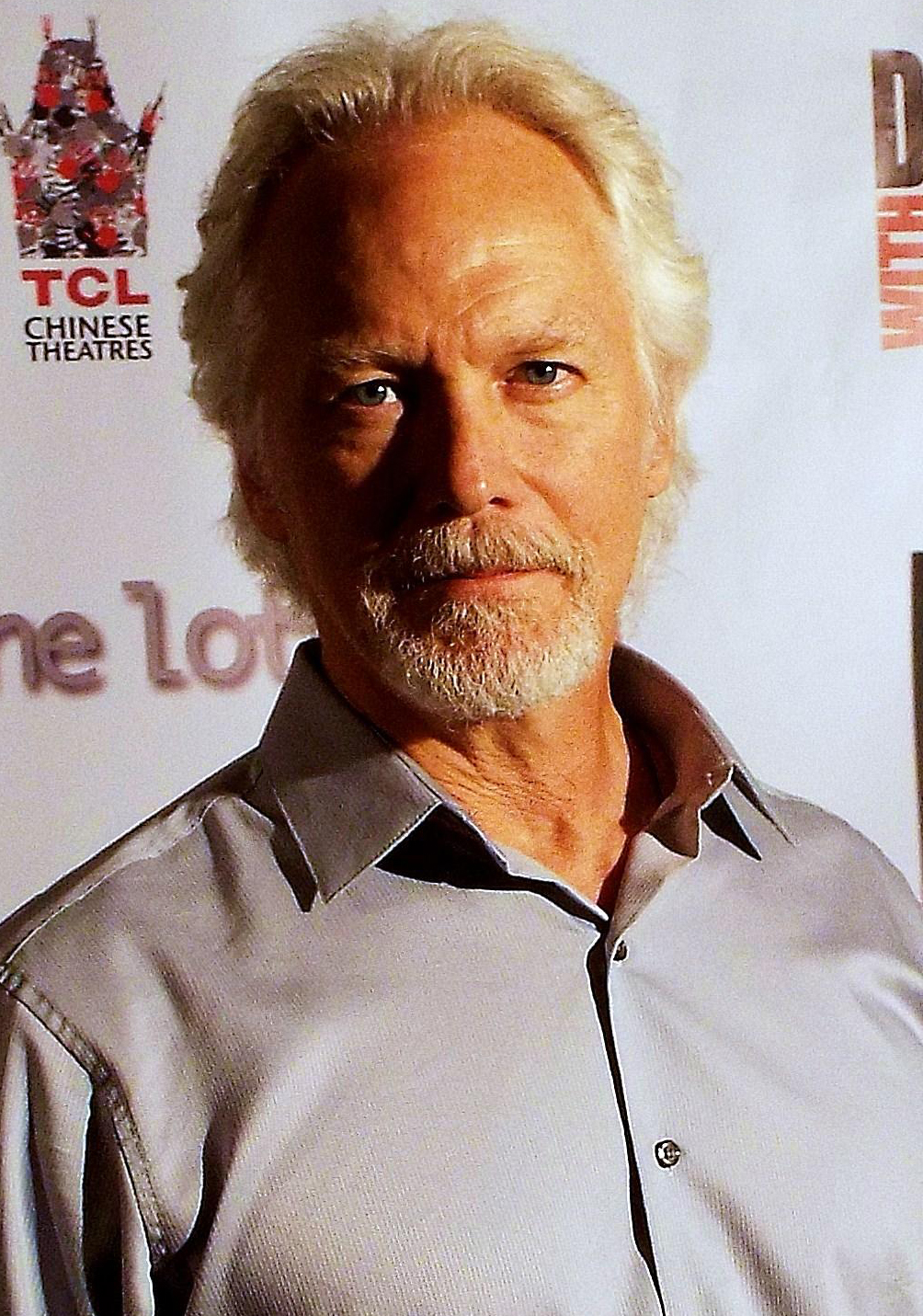
James Morrison (2014)

James Morrison (* 21. April 1954 in Bountiful, Utah) ist ein US-amerikanischer Schauspieler.

## Leben
Besonders bekannt wurde er durch seine Rolle als Bill Buchanan in der Echtzeitserie 24. James Morrison ist vor allem als Nebendarsteller in den verschiedensten Fernsehserien tätig. Eine erste Hauptrolle spielte er in der Science-Fiction-Serie Space 2063, die von 1995 bis 1996 produziert wurde.
1996 gab er sein Debüt als Regisseur mit dem Kurzfilm Parking.
Morrison ist seit 1995 mit der Produzentin Riad Galayani verheiratet. Sie haben einen 1999 geborenen Sohn.

## Filmografie (Auswahl)
Filme
- 1993: Falling Down – Ein ganz normaler Tag (Falling Down)
- 2001: The One
- 2002: Catch Me If You Can
- 2005: American Gun
- 2005: Jarhead – Willkommen im Dreck (Jarhead)
- 2011: Die Saat des Bösen (The Terror Beneath)

Serien
- 1986: Fackeln im Sturm (North and South, Episode 1x05)
- 1995–1996: Space 2063 (Space: Above and Beyond, 23 Episoden)
- 1998: X-Factor: Das Unfassbare (Beyond Belief: Fact or Fiction, Episode 2x01)
- 2003: The West Wing – Im Zentrum der Macht (The West Wing, Episode 4x18)
- 2004: CSI: Miami (CSI: Miami, Episode 2x7)
- 2004: Navy CIS (NCIS, Episode 1x11)
- 2005–2009: 24 (64 Episoden)
- 2008: Numbers – Die Logik des Verbrechens (Numb3rs, Episode 4x06)
- 2009–2010: Private Practice (8 Episoden)
- 2009–2011: Hawthorne (18 Episoden)
- 2010: Law & Order: LA (Episode 1x03)
- 2010: The Mentalist (Episode 3x03)
- 2012: Revenge (6 Episoden)
- 2017: Twin Peaks (5 Episoden)
- 2017: The Orville (Episode 1x04)